# Lourdesgrot

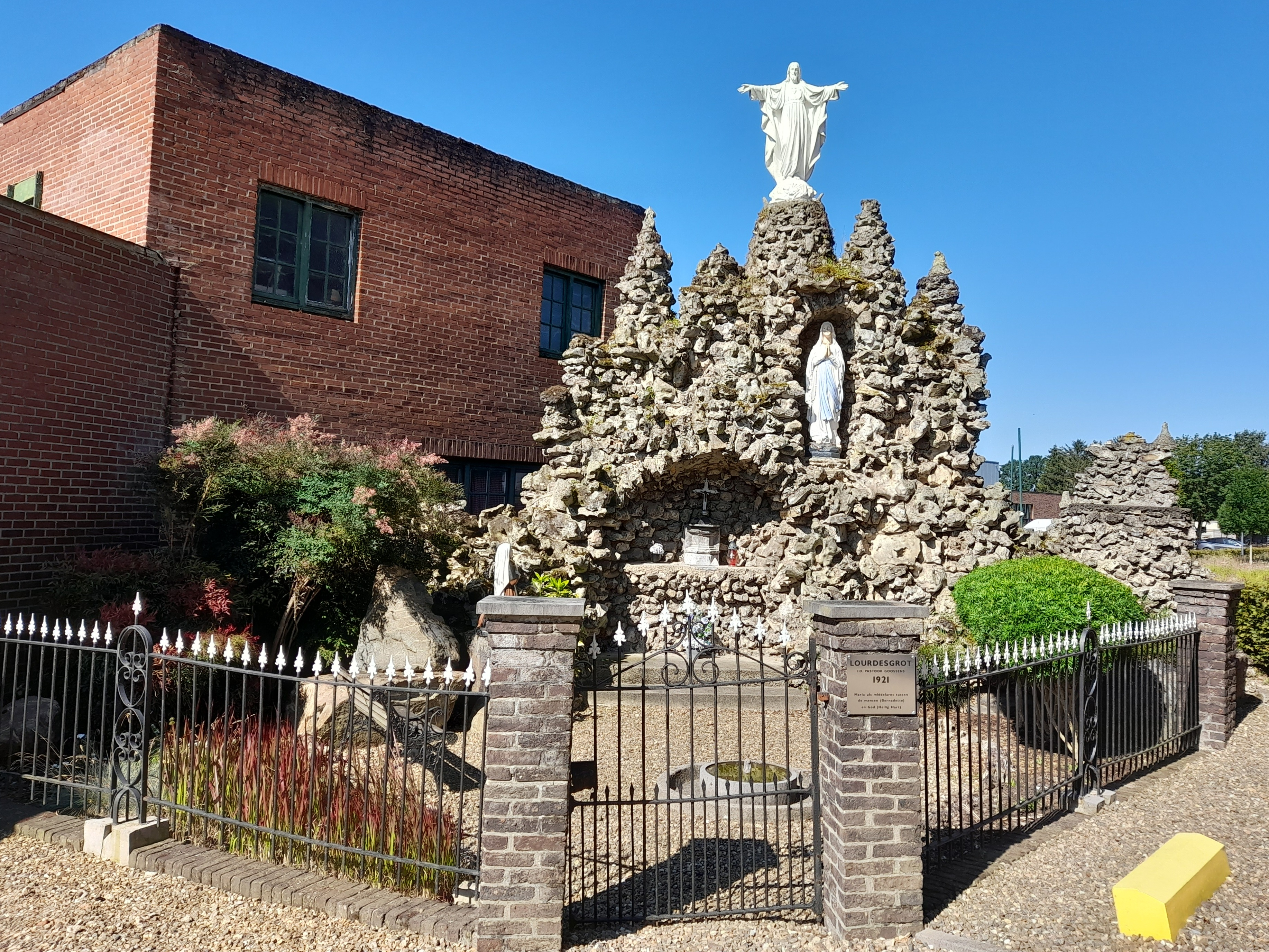
De Lourdesgrot te Uikhoven

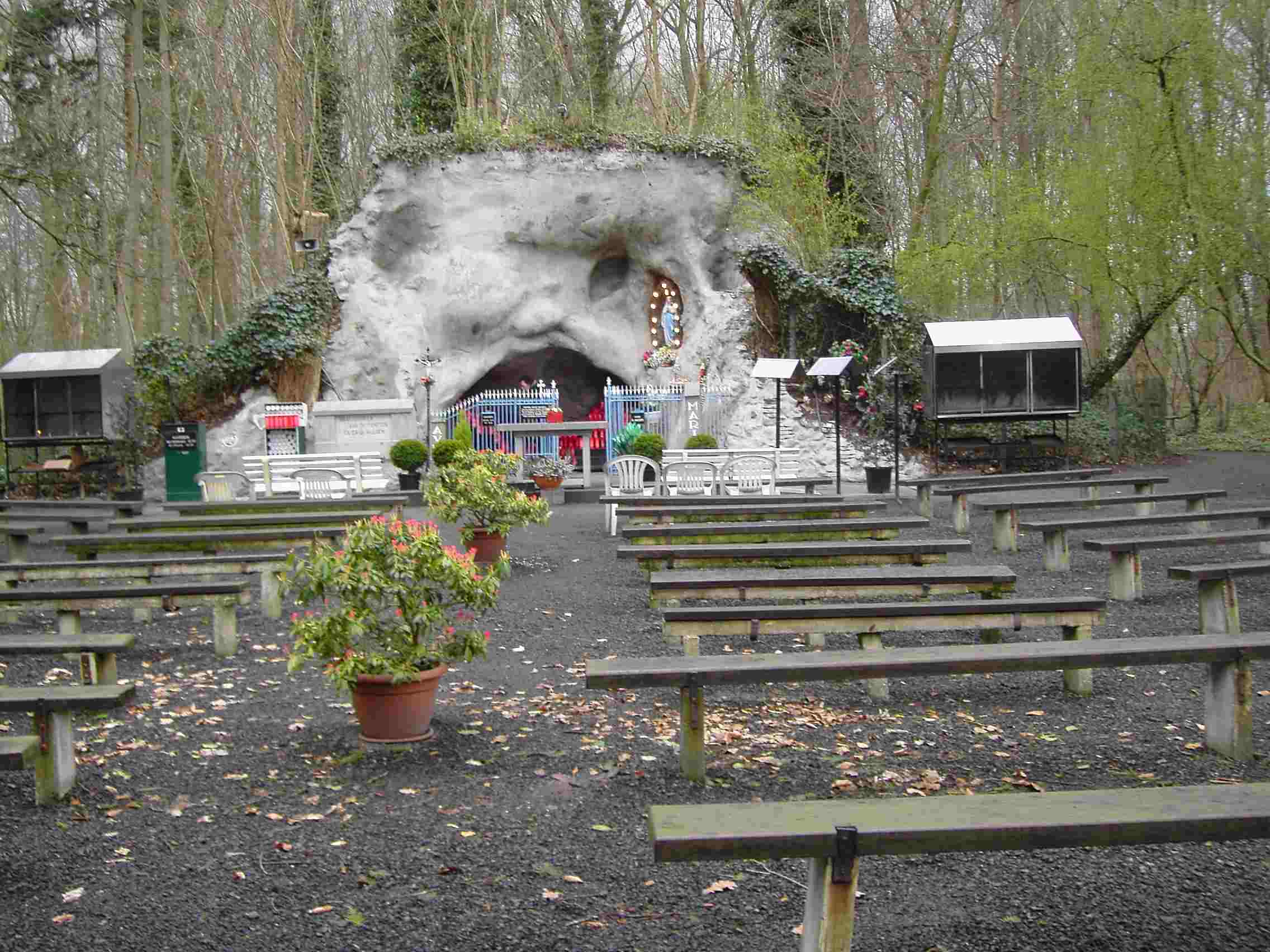
Houthulst

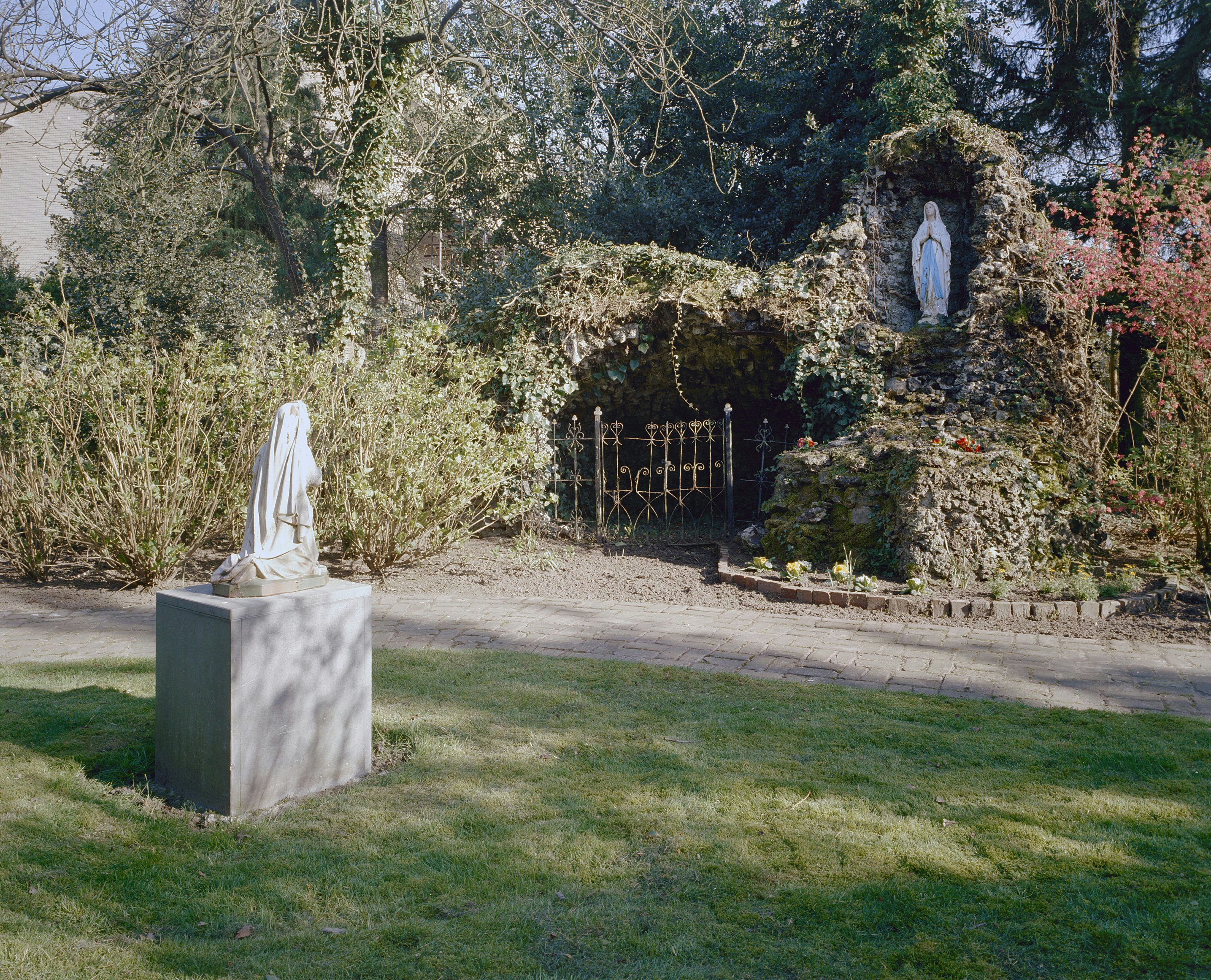
Zundert

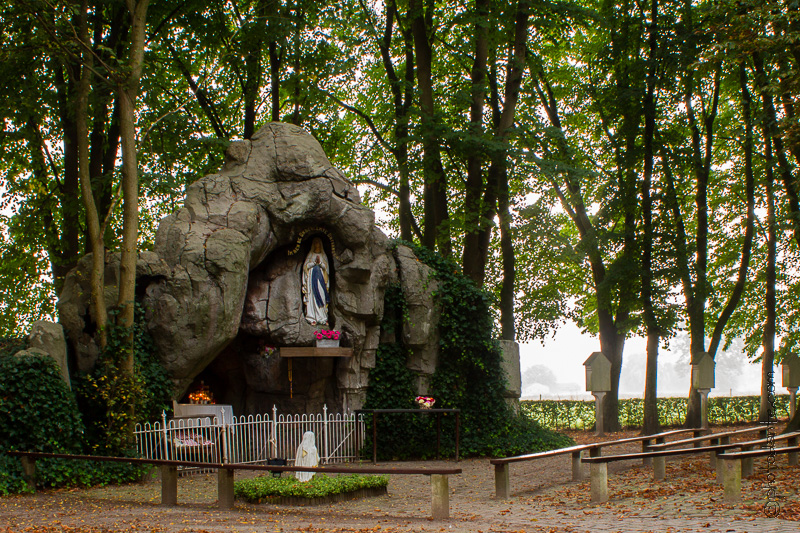
Baarle-Nassau

Een Lourdesgrot of Mariagrot is een kopie van de grot van Massabielle bij de Franse stad Lourdes, waar op 11 februari 1858 Maria zou zijn verschenen aan Bernadette Soubirous. Er zijn in vele landen kopieën gebouwd voor de verering van Onze Lieve Vrouwe van Lourdes, vooral nadat het Vaticaan in 1907 aan deze verschijning de dag 11 februari in de liturgische kalender heeft verbonden.
Het gaat om nabootsingen van wat zich bij de grot zou hebben afgespeeld. In de grot kan een altaar geplaatst zijn. Schuin boven de grot (voor de kijker rechts) bevindt zich een nis met daarin een wit Mariabeeld met een blauwe sjerp en een rozenkrans. Voor de grot staat een beeld van een omhoog kijkende, knielende Bernadette in gebed. Zo'n Lourdesgrot staat er in combinatie met een kapel of kerk.

## België
In België zijn de bewaarde lourdesgrotten uit kunststenen en cement gemaakt door rocailleurs, ze worden beschouwd als religieus erfgoed. In 1860 werd er een eerste exemplaar gebouwd in Houthulst. Ook de Lourdesgrot van Affligem is bekend. In Jette werd tijdens de Eerste Wereldoorlog een Lourdesgrot gebouwd om voor de soldaten te kunnen bidden. Ze ligt in een parkje naast de Onze-Lieve-Vrouw van Lourdeskerk en werd op 15 augustus 1915 ingewijd door kardinaal Mercier voor 20.000 gelovigen.
Verder zijn onder andere in Anderlecht, Ardooie, Bassenge (Bitsingen), Bornem (Branst), Bouwel, Brasschaat (Sint-Mariaburg), Edegem, Humbeek-Sas, Kalmthout (Nieuwmoer), Laakdal, Leest, Loppem,  Lommel, Meersel-Dreef, Merksem, Mol, Oetingen, Oostakker, Oostmalle, Ranst, Ravels, Rijkevorsel, Sint-Pieters-Woluwe, Steenokkerzeel (Perk), Tielt-Winge, Turnhout, Varsenare, Westvleteren, Proven, Wommersom en Zutendaal Lourdesgrotten te vinden.

## Nederland
In Nederland bevinden zich vele tientallen Lourdesgrotten, onder andere in:
- Amsterdam
- Baexem
- Banholt
- Bemelen
- Bredevoort
- Bunde
- Brunssum (Onderste Merkelbeek)
- Cadier en Keer (bij Missiehuis en bij Pater Kustersweg)
- Driebergen-Rijsenburg
- Eijsden
- Eys
- Herkenrade (Sint Geertruid)
- Holset
- Hunsel: Lourdesgrot in de Onze-Lieve-Vrouw-van-Lourdeskapel
- Koningsbosch
- Heerlen
- Mariadorp
- Meerssen
- Luttenberg
- Mariahout
- Nijmegen
- Ommel
- Scheveningen
- Schoonhoven
- Simpelveld
- Sint Nicolaasga
- Sint Pieter (Maastricht)
- Sint Willebrord
- Slenaken
- Susteren
- Valkenburg
- Vriezenveen
- Wijnandsrade
- Zevenhoven[2]
- Zwaag